# Алтынбастау
Алтынбастау (каз. Алтынбастау, до 1992 г. — Опыт) — село в Толебийском районе Туркестанской области Казахстана. Входит в состав Коксаекского сельского округа. Код КАТО — 515847200.

## Население
В 1999 году население села составляло 218 человек (110 мужчин и 108 женщин). По данным переписи 2009 года, в селе проживали 282 человека (132 мужчины и 150 женщин).